# Lempel-Ziv-Oberhumer
Lempel-Ziv-Oberhumer (LZO) は、可逆データ圧縮アルゴリズムであり、解凍速度の速さに特徴がある。Markus Franz Xaver Johannes Oberhumer が1996年より開発していて、ライブラリとしての LZO とコマンドライン版の lzop がある。

## 設計
LZOは以下のような特徴があるアルゴリズムである。
- 圧縮速度はdeflate圧縮に匹敵する
- 解凍速度は非常に速い
- 圧縮時にはバッファ領域を必要とする（圧縮レベルによるが、8kBや64kB等である）
- 解凍時には解凍元・解凍先以外のメモリ領域は必要としない
- 圧縮品質と圧縮速度のバランスを指定できる。それは解凍速度に影響を与えない

## 実装
ライブラリは ANSI C で実装されており、GNU General Public License v2+ の下で利用できる。GPLとは異なるライセンスで利用できる商用版も販売している。Perl, Python, Javaの移植版もある。
gzip に相当するコマンドライン版は lzop として公開している。

## 参照
1. 1 2  oberhumer.com: LZO real-time data compression library